# Форель
Форель, також пструг, струг — прісноводні осілі форми видів риб з родини лососевих, що належать до роду лосось (Salmo).

## Таксономія
В Україні поширені два «види» форелі:
- Форель річкова (Salmo trutta morpha faris Pall.) — місцевий вид,
- Форель райдужна (Salmo irideus Pall) — акліматизований.

## Характеристика видів
Форель річкова мешкає у гірських водоймах Карпат і Криму.
Довжина до 37,5 см, маса до 0,8 кг (іноді до 2 кг); живиться безхребетними та дрібною рибою.
Форель райдужна (Salmo irideus Pall) здавна акліматизована в Україні. Довжина до 90 см, маса до 1,6 кг.
Обидва види форелі — об'єкти розведення в холодноводних ставкових господарствах і спортивного рибальства України.
Форель (пструг) — загальна назва цілого ряду хижих видів риб з родини лососевих, що населяють прісноводні річки з сильною течією, зокрема, верхні ділянки річок. До цієї групи належать близькоспоріднені види і підвиди мігруючих і прохідних риб, що мають забарвлення спини оливкового кольору, боки з жовтуватими та чорними плямами і сріблясте черево. У англосаксонських країнах вони називаються фореллю, а німецькою — Die Forelle. Пструг є цінною рибою для споживання. Вони вирощуються в рибних господарствах в річках та озерах. Вважаються привабливим трофеєм для спортивної рибалки.
Форель річкова зустрічається в холодних, чистих струмках і озерах. Природною зоною її виникнення є північна півкуля: Європа, Північна Азія та Північна Америка. Кілька видів були завезені в багато країн світу, включаючи Австралію та Нову Зеландію, де вони часто витісняють місцеві види риби.
Ізольовані популяції часто настільки різні за формою і забарвленням, що описані як окремі види, проте, генетичні дослідження показують, що число видів значно нижче, ніж це було б в результаті морфологічних відмінностей.
Форель райдужна є найбільш одомашненою і її найчастіше використовують для споживання.

## У геральдиці

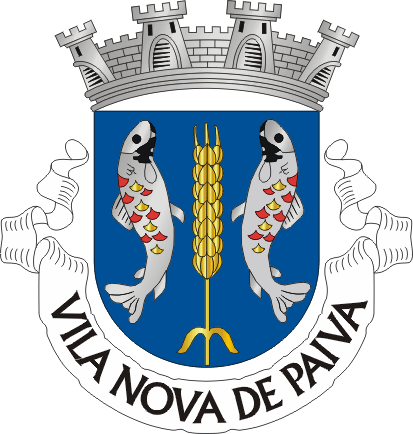
Віла-Нова-де-Пайва, Португалія